# Ivars Galenieks
Ivars Galenieks (* 28. Juli 1952 in Riga; † 29. Januar 2024) war ein sowjetischer bzw. lettischer, in Großbritannien lebender Jazzmusiker (Kontrabass), der sich auch im Bereich der klassischen Musik betätigte.

## Leben und Wirken
Galenieks begann mit sechs Jahren Klavier zu lernen und nahm dann Klavier- und Theorieunterricht an der Musikschule Pavila Jurjāna Bērnu. Er erhielt dann zwei Jahre Oboenunterricht an der Musikschule Emīla Dārziņa (was er allerdings abbrechen musste, da eine Schädigung des Nervus trigeminus die Kompression der Lippen beeinträchtigte). Ivars studierte Kontrabass am Musikgymnasium Jāzepa Mediņa und anschließend an der Musikschule in Cēsis. Sein Kontrabasslehrer Igors Graps war eigentlich Cellist und vermittelte tiefere Einblicke in die Musik von Johann Sebastian Bach. Anschließend folgte das Studium am Lettischen Staatskonservatorium im Fach Kontrabass bei Heinrihs Sokolovs und Sergejs Brīnums. In dieser Zeit arbeitete er als Pianist in einer Sportschule für Kunstturner, als Organist in einer Kirche und als Chordirigent. Weitere Jazzstudien führten ihn nach Dänemark zur Meisterklasse von Niels-Henning Ørsted Pedersen. Nach seinem Abschluss an der Cēsis-Musikschule begann er als Orchestermusiker im Staatsoperettentheater zu arbeiten, brach dies jedoch ab, als ihm angeboten wurde, mit der Gruppe des lettischen Komponisten Raimonds Pauls zu arbeiten.
Galenieks war auch als klassischer Bassist beim Lettischen Staatssymphonieorchester tätig. Noch in der Sowjet-Ära spielte er Anfang der 1980er-Jahre in Leningrad mit Anatoli Wapirow und Sergei Kurjochin, an deren Album für das italienische Label Musica Jazz er 1983 er beteiligt war. Im selben Jahr tourte er mit dem Rova Saxophone Quartet durch Länder des Ostblocks (Saxophone Diplomacy). In dieser Phase spielte er auch mit dem Vladimir Vainer Quartet, Raimonds Raubiško Trio (Images of Ancient Egypt, Melodiya) und dem Alexander Smirnov Trio. Außerdem trat er auf zahlreichen Jazzfestivals in der Sowjetunion auf.
Galenieks veröffentlichte 1985 ein Album auf Melodiya (Transsiberian Express); es wurde beim Riga Jazz Festival mitgeschnitten: beteiligt waren der Pianist Igor Dmitrijew, Anatoly Wapirow und der lettische Schlagzeuger Māris Briežkalns. 1994 trat er mit Wladimir Tarassow und dem Baltic Art Orchestra auf dem Festival Jazz Baltica auf. Außerdem arbeitete er mit Hans Kumpf, Valentina Ponomareva, dem Baltic Jazz Quartet and Orchestra, Vilnis Kundrāts und Egils Straume, Keiko McNamara, Jørn Skogheim und Imants Skuja. Im Bereich des Jazz war er laut Tom Lord zwischen 1983 und 1996 an elf Aufnahmesessions beteiligt.
In Großbritannien, wohin Galenieks 2006 migrierte, trat er mit dem Tom Harris Trio, Phil Brooke und Simon Brown auf. Des Weiteren war er an Aktivitäten des Norwich Jazz Club und der Dereham Jazz Society beteiligt und trat mit renommierten Künstlern wie Peter King, Simon Spillett und Julian Siegel auf. In späteren Jahren war er Solobassist des Norwich Philharmonic Orchestra und Mitglied im Trio Buhara Ensemble.